# 신재휴
신재휴(1936년 7월 15일~1988년 11월 15일)는 대한민국의 정치인이다. 제11·12대 국회의원을 지냈다.

## 역대 선거 결과
|  | 21.6% |

|  | 19.68% |